# PLFA8 2017
La PLFA8 2017 è la 7ª edizione del campionato di football a 8, organizzato dalla PZFA.

## Squadre partecipanti
| Club                          | Città               | Stadio | Sponsor ufficiale | Risultato nella stagione 2016 |
| ----------------------------- | ------------------- | ------ | ----------------- | ----------------------------- |
| Białe Lwy Gdańsk              | Danzica             |        |                   |                               |
| Bielawa Snakes                | Bielawa             |        |                   |                               |
| Cougars Szczecin              | Stettino            |        |                   |                               |
| Crusaders Warszawa B          | Varsavia            |        |                   |                               |
| Griffons Słupsk               | Słupsk              |        |                   |                               |
| Grizzlies Gorzów Wielkopolski | Gorzów Wielkopolski |        |                   |                               |
| Husaria Szczecin B            | Stettino            | MOSRiR |                   |                               |
| Kozły Poznań B                | Poznań              |        |                   |                               |
| Lowlanders Białystok B        | Białystok           |        |                   |                               |
| Miners Wałbrzych              | Wałbrzych           |        |                   |                               |
| Raptors Racibórz              | Racibórz            |        |                   |                               |
| Warriors Lubin                | Lubin               |        |                   |                               |
| Warsaw Eagles B               | Varsavia            |        |                   |                               |
| Warsaw Sharks B               | Varsavia            |        |                   |                               |
| Wizards Opole                 | Opole               |        |                   |                               |
| Żagań Shadows                 | Żagań               |        |                   |                               |

## Stagione regolare

### Calendario

#### 1ª giornata

##### Torneo di Gorzów Wielkopolski
| Gorzów Wielkopolski 13 agosto 2017, ore 10:00 | Grizzlies Gorzów Wielkopolski | 12 – 19 (0-0 0-6 6-6 6-7) referto | Warriors Lubin | Boczne Boisko Stilonu |

| Gorzów Wielkopolski 13 agosto 2017, ore 12:00 | Żagań Shadows | 8 – 30 (0-6 0-24 0-0 8-0) referto | Kozły Poznań B | Boczne Boisko Stilonu |

| Gorzów Wielkopolski 13 agosto 2017, ore 14:00 | Grizzlies Gorzów Wielkopolski | 0 – 12 (0-0 0-0 0-6 0-6) referto | Kozły Poznań B | Boczne Boisko Stilonu |

##### Torneo di Wałbrzych
| Wałbrzych 15 agosto 2017, ore 11:30 | Miners Wałbrzych | 0 – 20 (0-6 0-7 0-7 0-0) referto | Bielawa Snakes | Aqua Zdrój\| Arbitro: \| Przybyła \| |
| Arbitro:                            | Przybyła         |                                  |                |                                      |

| Wałbrzych 15 agosto 2017, ore 14:00 | Miners Wałbrzych | 8 – 18 (8-0 0-0 0-12 0-6) referto | Wizards Opole | Aqua Zdrój\| Arbitro: \| Soczówka \| |
| Arbitro:                            | Soczówka         |                                   |               |                                      |

#### 2ª giornata

##### Torneo di Żagań
| Żagań 26 agosto 2017, ore 11:00 | Żagań Shadows | 42 – 30 (6-14 20-14 8-2 8-0) referto | Grizzlies Gorzów Wielkopolski | \| Arbitro: \| Soczówka \| |
| Arbitro:                        | Soczówka      |                                      |                               |                            |

| Żagań 26 agosto 2017, ore 13:00 | Żagań Shadows | 6 – 36 (6-8 0-12 0-8 0-8) referto | Warriors Lubin |  |

##### Torneo di Stettino
| Stettino 27 agosto 2017, ore 10:00 | Husaria Szczecin B | 26 – 6 (0-0 13-0 7-0 6-6) referto | Białe Lwy Gdańsk | \| Arbitro: \| Grabarek \| |
| Arbitro:                           | Grabarek           |                                   |                  |                            |

| Stettino 27 agosto 2017, ore 11:40 | Cougars Szczecin | 18 – 6 (6-0 6-0 6-0 0-6) referto | Griffons Słupsk | \| Arbitro: \| Karaś \| |
| Arbitro:                           | Karaś            |                                  |                 |                         |

| Stettino 27 agosto 2017, ore 13:50 | Griffons Słupsk | 0 – 18 (0-6 0-0 0-0 0-12) referto | Białe Lwy Gdańsk | \| Arbitro: \| Czerniejewski \| |
| Arbitro:                           | Czerniejewski   |                                   |                  |                                 |

| Stettino 27 agosto 2017, ore 15:30 | Cougars Szczecin | 6 – 28 (0-0 6-14 0-0 0-14) referto | Husaria Szczecin B | \| Arbitro: \| Karaś \| |
| Arbitro:                           | Karaś            |                                    |                    |                         |

#### 3ª giornata

##### Torneo di Bielawa
| Bielawa 2 settembre 2017, ore 10:00 | Bielawa Snakes | 20 – 0 (8-0 0-0 6-0 6-0) referto | Wizards Opole | KS Bielawianka |

| Bielawa 2 settembre 2017, ore 12:00 | Miners Wałbrzych | 14 – 12 (6-0 0-6 8-0 0-6) referto | Raptors Racibórz | KS Bielawianka |

| Bielawa 2 settembre 2017, ore 14:00 | Bielawa Snakes | 22 – 0 (8-0 0-0 6-0 8-0) referto | Raptors Racibórz | KS Bielawianka |

##### Torneo di Białystok
| Białystok 3 settembre 2017, ore 10:00 | Lowlanders Białystok B | 14 – 12 referto | Warsaw Sharks B | boisko boczne przy Stadionie Miejskim |

| Białystok 3 settembre 2017, ore 11:40 | Crusaders Warszawa B | 6 – 32 (0-6 0-6 6-14 0-6) referto | Warsaw Eagles B | boisko boczne przy Stadionie Miejskim |

| Białystok 3 settembre 2017, ore 13:50 | Warsaw Eagles B | 6 – 12 (0-0 6-0 0-0 0-6) referto | Warsaw Sharks B | boisko boczne przy Stadionie Miejskim |

| Białystok 3 settembre 2017, ore 15:30 | Lowlanders Białystok B | 30 – 0 (0-0 14-0 8-0 8-0) referto | Crusaders Warszawa B | boisko boczne przy Stadionie Miejskim |

#### 4ª giornata

##### Torneo di Stettino

###### Tabellone
|  | Semifinali | Semifinali         | Semifinali |                  |    | Finale             | Finale           | Finale          |  |
|  |            |                    |            |                  |    |                    |                  |                 |  |
|  | 1          | Husaria Szczecin B | 30         |                  |    |                    |                  |                 |  |
|  | 1          | Husaria Szczecin B | 30         |                  |    |                    |                  |                 |  |
|  | 4          | Griffons Słupsk    | 0          |                  |    |                    |                  |                 |  |
|  | 4          | Griffons Słupsk    | 0          |                  | 1  | Husaria Szczecin B | 6                |                 |  |
|  |            |                    |            |                  | 1  | Husaria Szczecin B | 6                |                 |  |
|  |            |                    | 3          | Białe Lwy Gdańsk | 14 |                    |                  |                 |  |
|  | 2          | Cougars Szczecin   | 3          | Białe Lwy Gdańsk | 14 | 0                  |                  |                 |  |
|  | 2          | Cougars Szczecin   |            |                  |    | 0                  |                  |                 |  |
|  | 3          | Białe Lwy Gdańsk   | 20         |                  |    | Finale 3º posto    | Finale 3º posto  | Finale 3º posto |  |
|  | 3          | Białe Lwy Gdańsk   | 20         |                  |    |                    |                  |                 |  |
|  |            |                    |            |                  |    |                    |                  |                 |  |
|  |            |                    |            |                  |    | 4                  | Griffons Słupsk  | 12              |  |
|  |            |                    |            |                  |    | 4                  | Griffons Słupsk  | 12              |  |
|  |            |                    |            |                  |    | 2                  | Cougars Szczecin | 26              |  |

###### Semifinali
| Stettino 16 settembre 2017, ore 10:00 | Husaria Szczecin B | 30 – 0 (12-0 6-0 6-0 6-0) referto | Griffons Słupsk | MOSRiR |

| Stettino 16 settembre 2017, ore 11:40 | Cougars Szczecin | 0 – 20 (0-6 0-0 0-8 0-6) referto | Białe Lwy Gdańsk | MOSRiR |

###### Finale 3º - 4º posto
| Stettino 16 settembre 2017, ore 13:50 | Griffons Słupsk | 12 – 26 (0-0 6-6 0-14 6-6) referto | Cougars Szczecin | MOSRiR |

###### Finale
| Stettino 16 settembre 2017, ore 15:30 | Husaria Szczecin B | 6 – 14 (6-0 0-6 0-8 0-0) referto | Białe Lwy Gdańsk | MOSRiR |

##### Torneo di Varsavia

###### Tabellone
|  | Semifinali | Semifinali             | Semifinali |                 |   | Finale          | Finale                 | Finale          |  |
|  |            |                        |            |                 |   |                 |                        |                 |  |
|  | 1          | Lowlanders Białystok B | 12         |                 |   |                 |                        |                 |  |
|  | 1          | Lowlanders Białystok B | 12         |                 |   |                 |                        |                 |  |
|  | 4          | Warsaw Eagles B        | 20         |                 |   |                 |                        |                 |  |
|  | 4          | Warsaw Eagles B        | 20         |                 | 4 | Warsaw Eagles B | 8                      |                 |  |
|  |            |                        |            |                 | 4 | Warsaw Eagles B | 8                      |                 |  |
|  |            |                        | 2          | Warsaw Sharks B | 9 |                 |                        |                 |  |
|  | 2          | Warsaw Sharks B        | 2          | Warsaw Sharks B | 9 | 16              |                        |                 |  |
|  | 2          | Warsaw Sharks B        |            |                 |   | 16              |                        |                 |  |
|  | 3          | Crusaders Warszawa B   | 0          |                 |   | Finale 3º posto | Finale 3º posto        | Finale 3º posto |  |
|  | 3          | Crusaders Warszawa B   | 0          |                 |   |                 |                        |                 |  |
|  |            |                        |            |                 |   |                 |                        |                 |  |
|  |            |                        |            |                 |   | 1               | Lowlanders Białystok B | 28              |  |
|  |            |                        |            |                 |   | 1               | Lowlanders Białystok B | 28              |  |
|  |            |                        |            |                 |   | 3               | Crusaders Warszawa B   | 6               |  |

###### Semifinali
| Varsavia 17 settembre 2017, ore 9:15 | Lowlanders Białystok B | 12 – 20 (6-0 0-8 6-0 0-12) referto | Warsaw Eagles B | \| Arbitro: \| Karaś \| |
| Arbitro:                             | Karaś                  |                                    |                 |                         |

| Varsavia 17 settembre 2017, ore 10:30 | Warsaw Sharks B | 16 – 0 (9-0 0-0 7-0 0-0) referto | Crusaders Warszawa B | \| Arbitro: \| Soczówka \| |
| Arbitro:                              | Soczówka        |                                  |                      |                            |

###### Finale 3º - 4º posto
| Varsavia 17 settembre 2017, ore 12:15 | Lowlanders Białystok B | 28 – 6 (8-0 8-6 6-0 6-0) referto | Crusaders Warszawa B |  |

###### Finale
| Varsavia 17 settembre 2017, ore 13:45 | Warsaw Eagles B | 8 – 9 (8-0 0-9 0-0 0-0) referto | Warsaw Sharks B |  |

##### Torneo di Opole
| Opole 17 settembre 2017, ore 10:00 | Wizards Opole | 6 – 12 (6-12 0-0 0-0 0-0) referto | Raptors Racibórz | Swornica Czarnowąsy |

| Opole 17 settembre 2017, ore 12:00 | Miners Wałbrzych | 14 – 6 (0-0 0-0 8-6 6-0) referto | Raptors Racibórz | Swornica Czarnowąsy |

| Opole 17 settembre 2017, ore 14:00 | Bielawa Snakes | 18 – 0 (6-0 0-0 6-0 6-0) referto | Wizards Opole | Swornica Czarnowąsy |

##### Torneo di Poznań
| Poznań 17 settembre 2017, ore 11:00 | Warriors Lubin | 12 – 18 (0-6 12-6 0-0 0-6) referto | Kozły Poznań B |  |

| Poznań 17 settembre 2017, ore 13:00 | Żagań Shadows | 40 – 14 (6-8 14-0 6-6 14-0) referto | Grizzlies Gorzów Wielkopolski |  |

| Poznań 17 settembre 2017, ore 15:00 | Kozły Poznań B | 18 – 0 (6-0 6-0 0-0 6-0) referto | Warriors Lubin |  |

### Classifica
La classifica della regular season è la seguente:
- PCT = percentuale di vittorie, G = partite giocate, V = partite vinte,  P = partite perse, PF = punti fatti, PS = punti subiti

#### Girone Nord
| Pos. | Squadra            | PCT  | G | V | P | PF | PS |
| ---- | ------------------ | ---- | - | - | - | -- | -- |
| 1    | Husaria Szczecin B | .750 | 4 | 3 | 1 | 90 | 26 |
| 2    | Białe Lwy Gdańsk   | .750 | 4 | 3 | 1 | 58 | 32 |
| 3    | Cougars Szczecin   | .500 | 4 | 2 | 2 | 50 | 66 |
| 4    | Griffons Słupsk    | .000 | 4 | 0 | 4 | 18 | 92 |

#### Girone Ovest
| Pos. | Squadra                       | PCT   | G | V | P | PF | PS |
| ---- | ----------------------------- | ----- | - | - | - | -- | -- |
| 1    | Kozły Poznań B                | 1.000 | 4 | 4 | 0 | 78 | 20 |
| 2    | Warriors Lubin                | .500  | 4 | 2 | 2 | 67 | 54 |
| 3    | Żagań Shadows                 | .333  | 3 | 1 | 2 | 56 | 96 |
| 4    | Grizzlies Gorzów Wielkopolski | .000  | 3 | 0 | 3 | 42 | 73 |

#### Girone Sud
| Pos. | Squadra          | PCT   | G | V | P | PF | PS |
| ---- | ---------------- | ----- | - | - | - | -- | -- |
| 1    | Bielawa Snakes   | 1.000 | 3 | 3 | 0 | 62 | 0  |
| 2    | Wizards Opole    | .333  | 3 | 1 | 2 | 24 | 40 |
| 3    | Miners Wałbrzych | .333  | 3 | 1 | 2 | 22 | 50 |
| 4    | Raptors Racibórz | .333  | 3 | 1 | 2 | 24 | 42 |

#### Girone Est
| Pos. | Squadra                | PCT  | G | V | P | PF | PS  |
| ---- | ---------------------- | ---- | - | - | - | -- | --- |
| 1    | Lowlanders Białystok B | .750 | 4 | 3 | 1 | 84 | 38  |
| 2    | Warsaw Sharks B        | .750 | 4 | 3 | 1 | 49 | 28  |
| 3    | Warsaw Eagles B        | .500 | 4 | 2 | 2 | 66 | 39  |
| 4    | Crusaders Warszawa B   | .000 | 4 | 0 | 4 | 12 | 106 |

## Playoff

### Gironi eliminatori

#### Tabelloni
|  | Semifinali | Semifinali         | Semifinali |                  |    | Finale             | Finale | Finale |  |
|  |            |                    |            |                  |    |                    |        |        |  |
|  | 1O         | Kozły Poznań B     | 6          |                  |    |                    |        |        |  |
|  | 1O         | Kozły Poznań B     | 6          |                  |    |                    |        |        |  |
|  | 1N         | Husaria Szczecin B | 26         |                  |    |                    |        |        |  |
|  | 1N         | Husaria Szczecin B | 26         |                  | 1N | Husaria Szczecin B | 27     |        |  |
|  |            |                    |            |                  | 1N | Husaria Szczecin B | 27     |        |  |
|  |            |                    | 2N         | Białe Lwy Gdańsk | 0  |                    |        |        |  |
|  | 2N         | Białe Lwy Gdańsk   | 2N         | Białe Lwy Gdańsk | 0  | 20                 |        |        |  |
|  | 2N         | Białe Lwy Gdańsk   |            |                  |    |                    |        |        |  |
|  | 2O         | Warriors Lubin     | 0          |                  |    |                    |        |        |  |

|  | Semifinali | Semifinali      | Semifinali |                 |    | Finale          | Finale | Finale |  |
|  |            |                 |            |                 |    |                 |        |        |  |
|  | 1S         | Bielawa Snakes  | 6          |                 |    |                 |        |        |  |
|  | 1S         | Bielawa Snakes  | 6          |                 |    |                 |        |        |  |
|  | 3E         | Warsaw Eagles B | 12         |                 |    |                 |        |        |  |
|  | 3E         | Warsaw Eagles B | 12         |                 | 3E | Warsaw Eagles B | 12     |        |  |
|  |            |                 |            |                 | 3E | Warsaw Eagles B | 12     |        |  |
|  |            |                 | 2E         | Warsaw Sharks B | 0  |                 |        |        |  |
|  | 2E         | Warsaw Sharks B | 2E         | Warsaw Sharks B | 0  | 9               |        |        |  |
|  | 2E         | Warsaw Sharks B |            |                 |    |                 |        |        |  |
|  | 2S         | Wizards Opole   | 0          |                 |    |                 |        |        |  |

#### Incontri
| Golęcin 1º ottobre 2017, ore 11:00 | Kozły Poznań B | 6 – 26 (0-13 0-7 6-0 0-6) referto | Husaria Szczecin B | Stadion POSIR |

| Golęcin 1º ottobre 2017, ore 13:00 | Białe Lwy Gdańsk | 20 – 0 (0-0 14-0 0-0 6-0) referto | Warriors Lubin | Stadion POSIR |

| Golęcin 1º ottobre 2017, ore 15:00 | Husaria Szczecin B | 27 – 0 (7-0 7-0 6-0 7-0) referto | Białe Lwy Gdańsk | Stadion POSIR |

| Bielawa 7 ottobre 2017, ore 11:00 | Bielawa Snakes | 6 – 12 (6-12 0-0 0-0 0-0) referto | Warsaw Eagles B |  |

| Bielawa 7 ottobre 2017, ore 13:00 | Warsaw Sharks B | 9 – 0 (3-0 0-0 6-0 0-0) referto | Wizards Opole |  |

| Bielawa 7 ottobre 2017, ore 15:00 | Warsaw Eagles B | 12 – 0 (0-0 6-0 6-0 0-0) referto | Warsaw Sharks B |  |

### Girone finale
| Danzica 22 ottobre 2017, ore 10:00 | Białe Lwy Gdańsk | 0 – 12 (0-0 0-6 0-6 0-0) referto | Husaria Szczecin B | GOKF |

| Danzica 22 ottobre 2017, ore 12:00 | Husaria Szczecin B | 12 – 6 (7-6 7-10 6-7 0-21) referto | Warsaw Eagles B | GOKF |

| Danzica 22 ottobre 2017, ore 14:00 | Białe Lwy Gdańsk | 18 – 22 (14-6 27-28 14-8 16-8) referto | Warsaw Eagles B | GOKF |

## Verdetti
- Husaria Szczecin B Campioni della PLFA8 2017